# 有田市消防本部
有田市消防本部（ありだししょうぼうほんぶ）は、和歌山県有田市の消防部局（消防本部）。

## 沿革
- 1954年9月　有田町消防団を開設する。
- 1956年5月　市制施行に伴い有田市消防団となる。
- 1962年7月　初島町の編入に伴い初島町消防団を統合する。
- 1965年3月　有田市消防本部、有田消防署を開設する。
- 1980年6月　有田消防署化学基地を新築する。
- 1990年4月　有田消防署化学基地を有田消防署化学基地出張所に改称。
- 2014年4月　新署舎に移動

## 組織
- 本部－総務課、警防課
- 消防署

## 主力機械
2023年4月1日現在
- 消防ポンプ車：2
- 化学消防車：1
- 大型化学消防車：1
- 高規格救急車：3
- 軽四トラック：1
- 軽四積載車：1
- 軽四広報車：2
- 広報車：1
- 大型高所放水車：1
- 泡原液搬送車：1
- 救助工作車：1
- 資材搬送車：1
- 防火学習車：1

## 消防署
| 消防署     | 住所                    | 出張所            |
| ---------- | ----------------------- | ----------------- |
| 有田消防署 | 〒649-0304 有田市箕島47 | 化学基地：港町839 |

2014年(平成26年)まで